# Barad Nimras
Barad Nimras is een fort aan de westelijke kust van Beleriand in De Silmarillion van J.R.R. Tolkien.
Barad Nimras is Sindarijns voor Toren van de Witte Hoorn. Het fort werd gebouwd door Finrod Felagund van Nargothrond. Maar het werd voor een groot deel bemand door elfen van de Falas onder Cirdan.
Na de Slag van de Ongetelde Tranen werd de Barad Nimras ingenomen door orks van Morgoth en volledig verwoest.